# 평리로
평리로(Pyeongni-ro)는 대구광역시 달서구 용산동 용산지하차도에서 서구 내당동을 잇는 대구광역시의 도로이다.

## 주요 경유지
대구광역시
- 달서구 (용산동 . 상중이동) - 서구 (내당동)

## 노선
| 이름                    | 접속 노선                      | 소재지        | 소재지        | 비고          |
| 선원로와 직결           | 선원로와 직결                  | 선원로와 직결 | 선원로와 직결 | 선원로와 직결 |
| ----------------------- | ------------------------------ | ------------- | ------------- | ------------- |
| 용산지하차도 (이름없음) | 정산로                         | 달서구        | 용산동        |               |
| 옷박골네거리            | 용산로                         | 달서구        | 용산동        |               |
| 용산초교 교차로         | 평리로17길                     | 달서구        | 상중이동      |               |
| 와룡네거리              | 와룡로                         | 달서구        | 상중이동      |               |
| 대구의료원 교차로       |                                | 달서구        | 상중이동      |               |
| (이름없음)              | 대구광역시도 제37호선 (당산로) | 달서구        | 상중이동      |               |
| 남평리네거리            | 국도 제5호선 (서대구로)        | 서구          | 내당동        |               |
| (이름없음)              | 달서로                         | 서구          | 내당동        |               |

## 주요 건물 및 시설
- 롯데리아 대구용산점 (평리로 50/용산동 930-2)
- 신협 삼익신협 용산지점 (평리로 64/용산동 855)
- GS칼텍스 흥구석유 용산주유소 (평리로 78/용산동 855-23)
- S-OIL 명조주유소 (평리로 156/중리동 703-1)
- 대구의료원 (평리로 157/중리동 1162)
- 기아자동차 오토큐 중리점 (평리로 249/중리동 115-2)
- 아성다이소 대구내당점 (평리로 250/내당동 300-2)
- HD현대오일뱅크 태화주유소 (평리로 260/내당동 300-4)
- SK에너지 현대주유소 (평리로 317/평리동 1359-2)
- CU 서구신평리점 (평리로 343/평리동 1229-21)
- 대구서도초등학교 (평리로 395/평리2동 1111-1)
- 새마을금고 평리새마을금고 서도지점 (평리로 403/평리동 1185-168)